# Martin Rueda
Martin Rueda, född 9 januari 1963, är en schweizisk-spansk fotbollstränare och före detta professionell fotbollsspelare som spelade mittback för fotbollsklubbarna Grasshopper, Wettingen, Luzern och Neuchâtel Xamax mellan 1984 och 1998. Han vann en schweizisk cup med Luzern för säsongen 1991–1992. Rueda spelade också fem landslagsmatcher för det schweiziska fotbollslandslaget mellan 1993 och 1994.
Efter den aktiva spelarkarriären har han tränat Wohlen, Winterthur, Aarau, Lausanne-Sport, Young Boys,  Dubai och Wil.